# Massa Goudaîta
 (janvier 2018).
Si vous disposez d'ouvrages ou d'articles de référence ou si vous connaissez des sites web de qualité traitant du thème abordé ici, merci de compléter l'article en donnant les références utiles à sa vérifiabilité et en les liant à la section « Notes et références ».
Massa Goudaîta est un village de la région de l'Extrême Nord Cameroun, département du Mayo-Danay et arrondissement de Gobo.

## Localisation
Massa Goudaîta est limité au nord par le village de Fourgana, à l'Est par la rivière Logone, au Sud par Dongo et à l'Ouest par Warkalak.